# Andreea Isărescu
Andreea Isărescu född den 3 juli 1984 i Bukarest, Rumänien, är en rumänsk gymnast.
Hon tog OS-guld i lagmångkampen i samband med de olympiska gymnastiktävlingarna 2000 i Sydney.